# Barnwell Manor

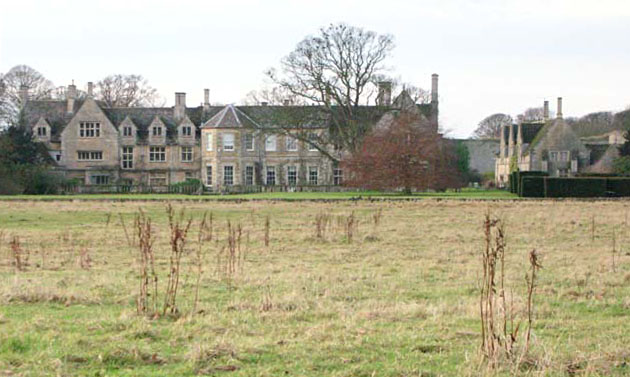
Barnwell Manor von Osten gesehen

Barnwell Manor ist ein herrschaftlicher Landsitz bei Barnwell in der Nähe von Oundle, Northamptonshire in England. Bis 1995 diente er als Wohnsitz von Richard, Duke of Gloucester. Seit jenem Jahr ist er Sitz eines Antiquitätenhandels und der Öffentlichkeit nicht zugänglich. Bereits im Mai 1967 wurde das Haus von English Heritage als Grade II eingestuft.

## Das Anwesen

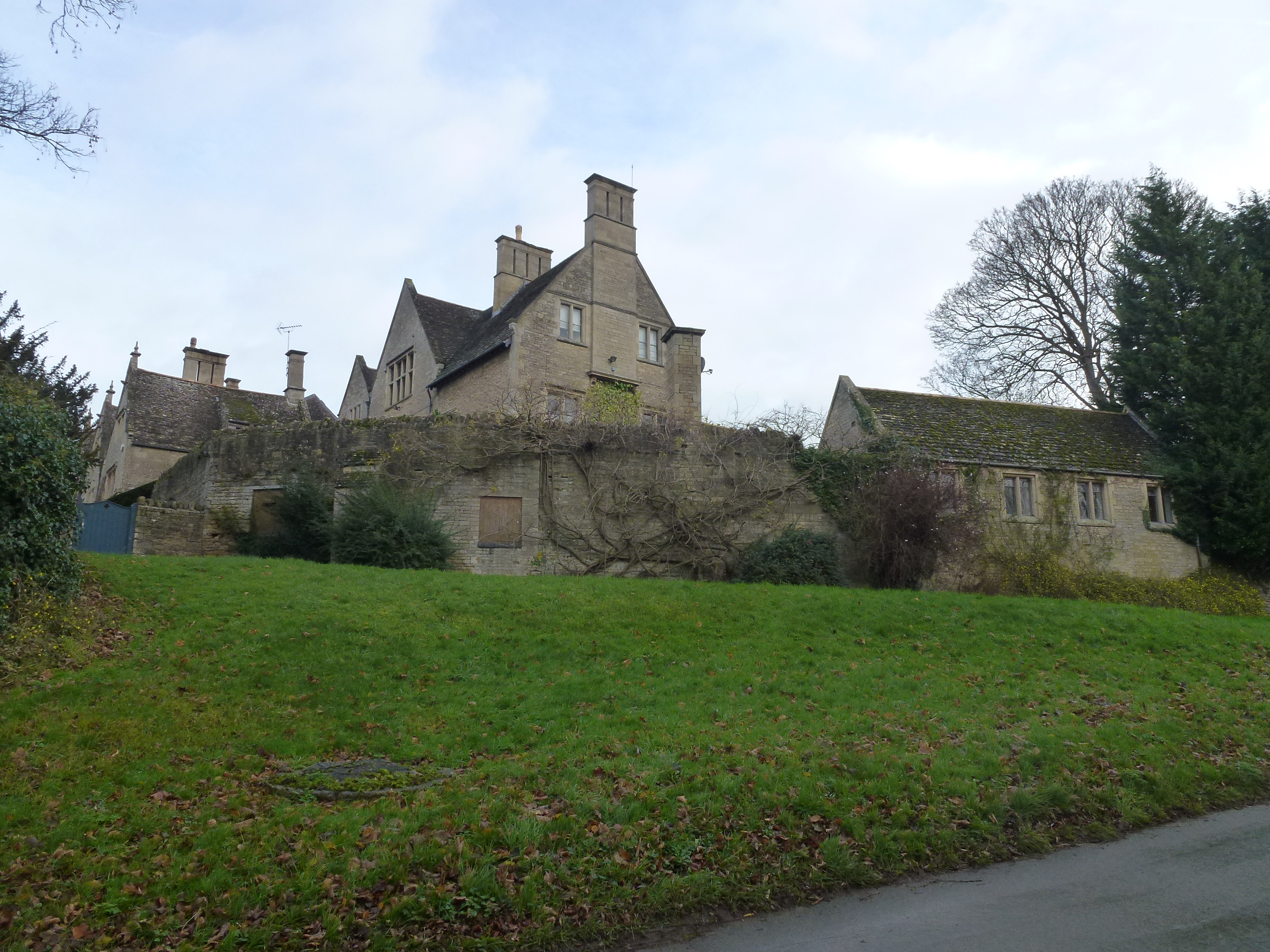
Ansicht des Hauses von Südwesten

Das Anwesen umfasst zurzeit 10 km² und wird vom amtierenden Duke of Gloucester bewirtschaftet. Neben dem Herrenhaus befinden sich noch niedrige, eingeschossige Wirtschaftsgebäude und die Burgruine Barnwell Castle auf dem Gelände.
Das Mauerwerk des zweigeschossigen Herrenhauses besteht aus behauenem Kalkstein und ist durch ein schiefergedecktes Dach abgeschlossen. Sein heutiger Baubestand datiert mehrheitlich in das 18. und 19. Jahrhundert, es existieren jedoch auch einige Teile, die aus dem späten 16. oder frühen 17. Jahrhundert stammen. 
Das 40-Zimmer-Gebäude besitzt unter anderem vier Empfangszimmer, sieben Hauptschlafzimmer und sechs Badezimmer. Die große Eingangshalle besitzt eine Eichentäfelung aus dem 17. Jahrhundert und eine Stuckdecke mit Verzierungen in Form von Weinreben. Links des Portals findet sich – in die Täfelung eingearbeitet – das Wappen der Familie Montagu.

## Geschichte
Der Erbauer von Barnwell Castle, Berenger le Moyne, verkaufte seine Burg 1276 an das Kloster Ramsey Abbey, in dessen Besitz sie bis zur Auflösung des Klosters 1536 blieb. In jenem Jahr ging das Eigentum auf den englischen König Heinrich VIII. über. Der gab das Anwesen 1540 an die Familie Montagu. Wahrscheinlich errichtete diese – nachdem die Nutzung der alten Burg vollständig aufgegeben worden war – Barnwell Manor als neuen Wohnsitz, möglicherweise unter Einbeziehung eines bereits vorhandenen Gebäudes. Unter ihrer Ägide sah Barnwell Manor während des 17. Jahrhunderts solch illustre Gäste wie den englischen König Charles I. oder den Dichter John Dryden.
In der Mitte des 18. Jahrhunderts und an dessen Ende oder zu Beginn des 19. Jahrhunderts wurden unter anderem Veränderungen am Mittelteil der gartenseitigen Fassade vorgenommen. Die beiden kleinen Seitenflügel kamen um die Wende des 19. zum 20. Jahrhunderts dazu.
Die Montagus verkauften das Anwesen 1913 an Horace Czarnikov, der den sogenannten Drawing room wing anfügen und einige Veränderungen an den Wirtschaftsgebäuden vornehmen ließ. 1938 erwarb Henry, 1. Duke of Gloucester Barnwell Manor, den Sitz der Vorfahren seiner Frau Alice. Sie war eine Tochter von John Montagu Douglas Scott, 7. Duke of Buccleuch. Das Ehepaar engagierte den Architekten Sir Albert Richardson, nach dessen Plänen das Innere des Hauses umgebaut wurde. 
Im Jahr 1995 wurde die Wohnnutzung des Herrenhauses aufgegeben, und es wurde an einen Antiquitätenhandel verpachtet, der die historischen Räume als Ausstellungsfläche für seine Möbel und Gemälde nutzt.